# Cuthona crinita
Cuthona crinita is een slakkensoort uit de familie van de Cuthonidae. De wetenschappelijke naam van de soort is voor het eerst geldig gepubliceerd in 1972 door Minichev.